# Burraco
Burraco je kartaška igra iz obitelji pinnacola, igra se s dva svežnja (špila) od 52 karte + 2 džokera. Obično se igra u parovima po 2 igrača iako ima i opcija igre za 3 igrača.

## Priprema igre
Djelitelj miješa karte te daje igraču desno od njega da ih presiječe. Onaj koji siječe karte od tog presječenog špila odozdo vadi jednu po jednu kartu te ih naizmjence stavlja u dva mala špila (Pucet) po 11 karata, potom ih stavlja sa strane jedan iznad drugoga pazeći da je ispod onaj Pucet u kojem je prva podijeljena karta. Djelitelj u međuvremenu dijeli jednu po jednu kartu svim igračima u smjeru kazaljke na satu, ukupno 11 karata svakom, naposljetku jednu kartu s licem prema gore stavlja u sredinu. Ostatak špila stavlja u sredinu (na onaj što je pretekao onom što je sijekao karte) koji će biti potreban za peškanje.

## Igranje
U igri svaki igrač mora peškati sa špila ili sa sredine pokupiti sve karte, potom baciti jednu.
Nakon što je igrač peškao, može napraviti skupine od 3 karte i izložiti ih na stol (isti znak -skala u nizu, ili isti broj,različiti i isti znak - npr. dva ista kralja i jedan druge boje ili skala srce dva-tri-četiri).
Ako nema nikakvih kombinacija samo baci jednu kartu i igra se nastavlja.

## Pravila igre
- Joker zamjenjuje bilo koju kartu, ali u ovoj igri imamo i kartu 2 (Pinela), koja također ima funkciju jokera.
- Pravilo je da se može pojaviti u svakoj kombinaciji samo 1 Joker ili 1 Pinela (iznimka je kada Pinela ima funkciju broja 2 u nizu skale, tada se može koristiti još jedan Joker ili Pinela).
- Zabranjeno je staviti 3 Jokera ili Pinele u isti Tris.
- Kada se nadodaju karte na već postojeći Tris (+) koji ima u sebi Pinelu ili Joker mora se paziti na razmještaj Jokera ili Pinele, da uvijek bude u kontinuiranom nizu.
- Ako se peška karta sa sredine a ujedno je jedina karta na podu, ne može se ta karta baciti (iznimka je ako istu takvu već imamo u ruci).
- Ako u ruci imate Joker ili Pinelu i to vam je posljednja karta za zatvaranje ne možete je baciti. Ni Joker ni Pinela ne mogu biti izbačeni kao posljednja karta za zatvaranje.

## Cilj igre
1. Riješiti se svih 11 karata te uzeti Pucet. To može napraviti bilo koji igrač u paru, tj. onaj koji se prvi riješi svojih karata.

2.  Postići Burraco - to je niz od najmanje 7 karata bilo u skali bilo u istoznačnom nizu. (npr. Od Asa do Sedmice istog znaka ili 7 Dama istih i različitih znakova)
3. Zaključiti igru, što je moguće samo kada su prva dva cilja postignuta, prvi igrač u paru koji ostane bez karata je pobjednik.
U slučaju da nijedan par ne uspijeva zaključiti igru, igra se završava kada u špilu za peškanje ostanu samo dvije karte.
Prijelaz igrača na Pucet:
Može se obaviti u igri, npr. sve je karte postavio na stol i nema više čime igrati i uzima Pucet, ili, zadnju kartu koju je imao u ruci je bacio, pa tek onda uzima Pucet. U ovom slučaju čeka svoj red za nastavak igre.
Kraj igre je moguć samo ako posljednja bačena karta nije ni Joker ni Pinela.
Opcije Burraca su sljedeće:
Čisti Burraco - niz od najmanje 7 karata bez Jokera ili Pinele

Nečisti ili Šporki Burraco - niz od najmanje 7 karata uz pomoć jokera ili pinele
Nakon završetka igre zbrajaju se punti.

## Zbrajanje punata
- Par koji je zatvorio igru dobiva 100 punata
- Zbrajanje karata na stolu:

- Svaki BURRACO vrijedi 200 punata ako je Čist,znači da u nizu od najmanje 7 karata nema nijedan Joker ni Pinela, a ako je Nečist ili Šporak vrijedi 100 punata
- Svaki joker vrijedi 30 punata
- Svaka pinela vrijedi 20 punata
- Svaki as vrijedi 15 punata
- Svaki kralj-dama-dečko-10-9-8 vrijede po 10 punata
- Svaki 7-6-5-4-3 vrijede po 5 punata

- Sve karte što su igračima ostale u rukama po istom principu se oduzimaju od ukupnog broja punata.
- Ako jedan par nije uspio uzeti Pucet, plaća 100 punata kazne. Ako je uspio uzeti Pucet ali su mu sve karte ostale u ruci, zbrajaju se po principu vrijednosti svake karte.

Par koji prvi dostigne 2005 punata je pobjednik.